# 波莫里角

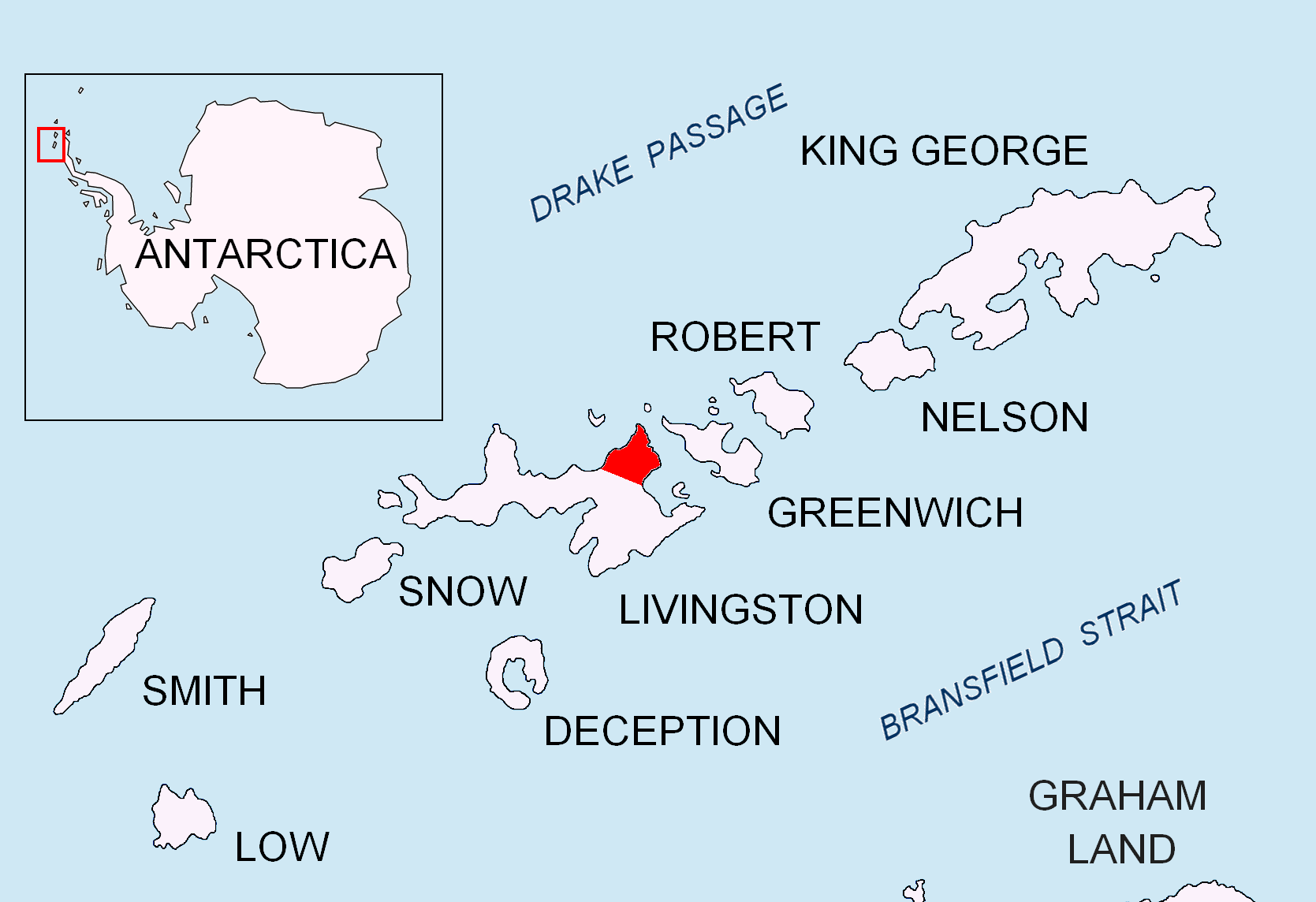

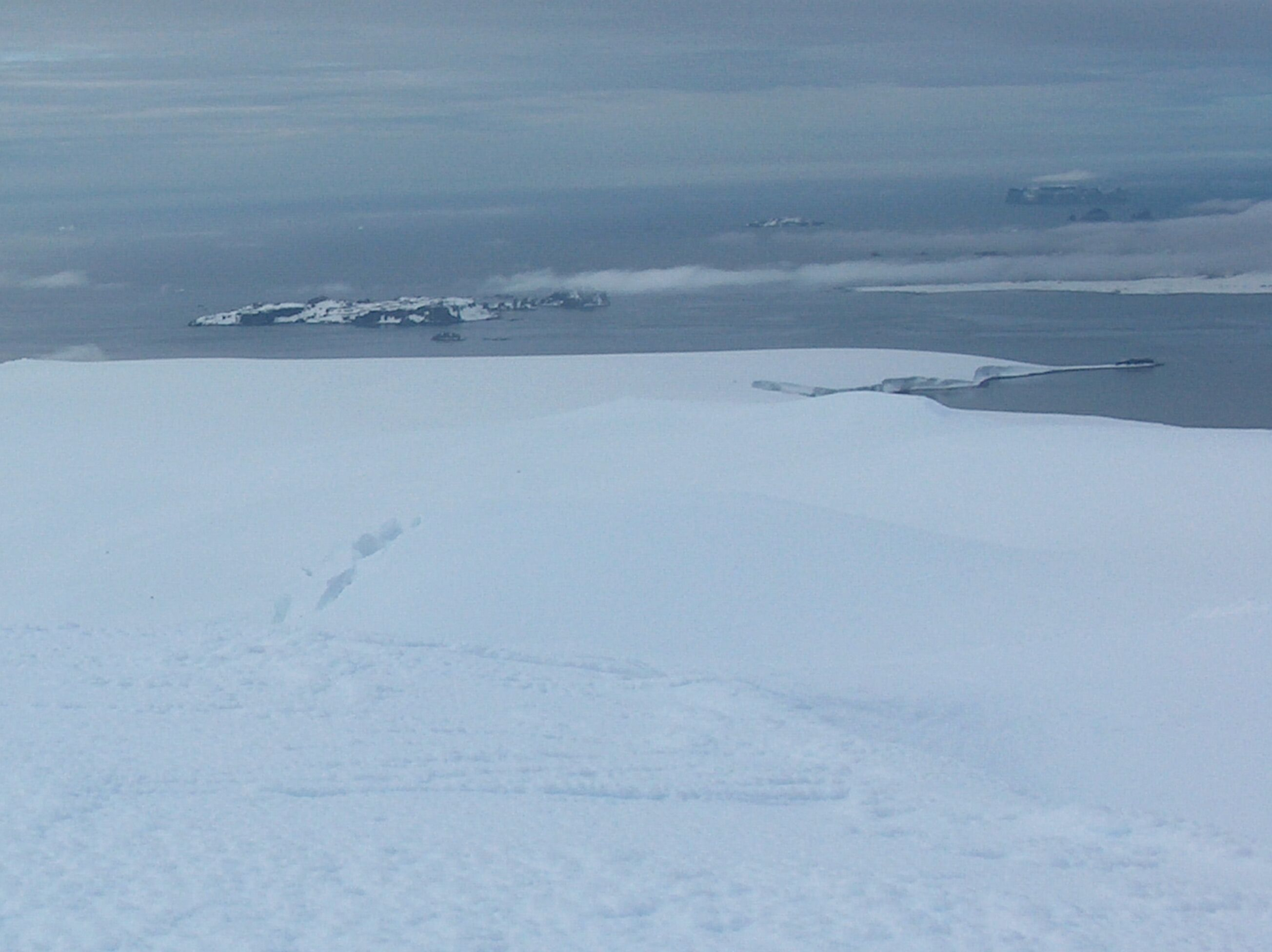

波莫里角是南極洲的海岬，位於南設得蘭群島中利文斯頓島的瓦爾納半島，處於威廉斯角東南面5.17公里和米濟亞峰東北面7.61公里，以保加利亞城鎮命名。
62°29′05.3″S 60°03′56″W / 62.484806°S 60.06556°W

## 外部連結
- SCAR Composite Antarctic Gazetteer（页面存档备份，存于）.